# 周布兼道
周布 兼道（すふ かねみち、1882年（明治15年）3月24日 - 1955年（昭和30年）6月29日）は、日本の貴族院議員。男爵。周布公平の長男。長州藩士・周布兼翼（周布政之助）の孫にあたる。

## 略歴
山口県出身。
- 1900年 - 東京府立第一中学校卒業。
- 1913年（大正2年）8月11日 - 父の隠居に伴い男爵を襲爵[2]。
- 1921年（大正10年）4月23日 - 貴族院男爵補欠選挙に当選[3]。
- 1924年（大正13年）1月30日 - 従四位に叙する[3]。
- 1946年（昭和21年）6月22日 - 第90回帝国議会決算委員会委員長となる[3]。
- 1946年（昭和21年）11月28日 - 第91回帝国議会決算委員会委員長となる[3]。

以後、逗子電燈取締役。
- 1955年（昭和30年） - 死去、享年74。

## 親族
- 祖父・周布政之助
- 父・周布公平（ 1851-1921） ‐ 男爵、知事[4]
- 母・貞子（1863-1943） ‐ 東京士族・岩崎衛生の長女[4]
- 先妻：鑑子（副島種臣の五女。勘解由小路豊子（志賀直哉の義母）の妹）[5]
- 後妻：郷子（さとこ、渡辺金左衛門四女）[1]
- 長男：公兼[1]
- 二男：明兼（松平外与麿養子）[1]
- 従伯父・杉孫七郎 ‐ 祖父政之助の姉の子
- 従兄弟・神西清 ‐ 母同士が姉妹
- 従兄弟・北村寿夫 ‐ 母同士が姉妹
- 義弟・黒沢次久 (1880-) ‐ 妹千代子の夫。日本火災保険常務、日本ビルディング監査役、元維新史料編纂事務局長兼文部省参事官。諏訪藩士・黒沢次是の長男。東京帝国大学法科大学英法科卒業後文官高等試験合格、内務省・文部省勤務、文部大臣秘書官となり、欧米留学を経てのち実業に転ず。[6][7][8]